# Autocar des neiges
Un autocar des neiges est un véhicule de transport de passagers spécialisé conçu pour fonctionner sur la neige ou la glace, semblable à un grand autoneige à plusieurs passagers équipé de sièges d'autobus. Ces véhicules peuvent avoir plusieurs ensembles de très gros pneus à basse pression, ou ils peuvent avoir des chenilles. Les autocars des neiges peuvent accueillir dix passagers ou plus et sont souvent utilisés pour des visites touristiques ou pour le transport sur la neige.

## Histoire

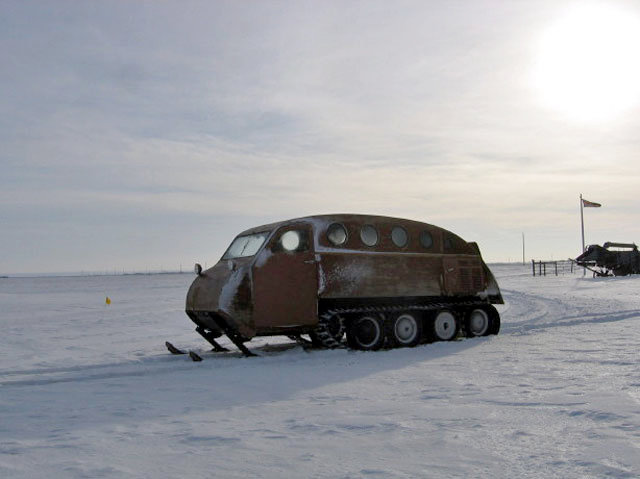
B-12 de Bombardier.

Un des premiers exemples d'autocar des neiges était le « B-12 » construit par Bombardier au Québec, Canada. Il était équipé de skis à l'avant et de chenilles à l'arrière et pouvait généralement accueillir 12 passagers. Alternativement, les skis pouvaient être retirés et remplacés par des roues avant. Il existe des utilisations documentées comme autobus scolaire, pour la livraison du courrier et comme véhicule d'urgence, mais ils ont également été utilisés pour les visites et le transport dans les zones enneigées.
Au début des années 1960, Thiokol a produit les autoneiges de la série 601 qui étaient souvent configurés pour transporter dix passagers. Ils ont été utilité par l'armée de l'air américaine ainsi que de l'industrie privée pour le transports de troupe ou de personnel dans le Grand Nord.
Actuellement, le véhicule à roues « Terra Bus » est l'un des rares véhicules de ce type produits. Il s'agit d'un autobus tout-terrain à trois essieux à traction intégrale spécialement construit pour être utilisé dans les climats arctiques par le constructeur canadien de véhicules spécialisés Foremost, basé à Calgary.

## Terra Bus

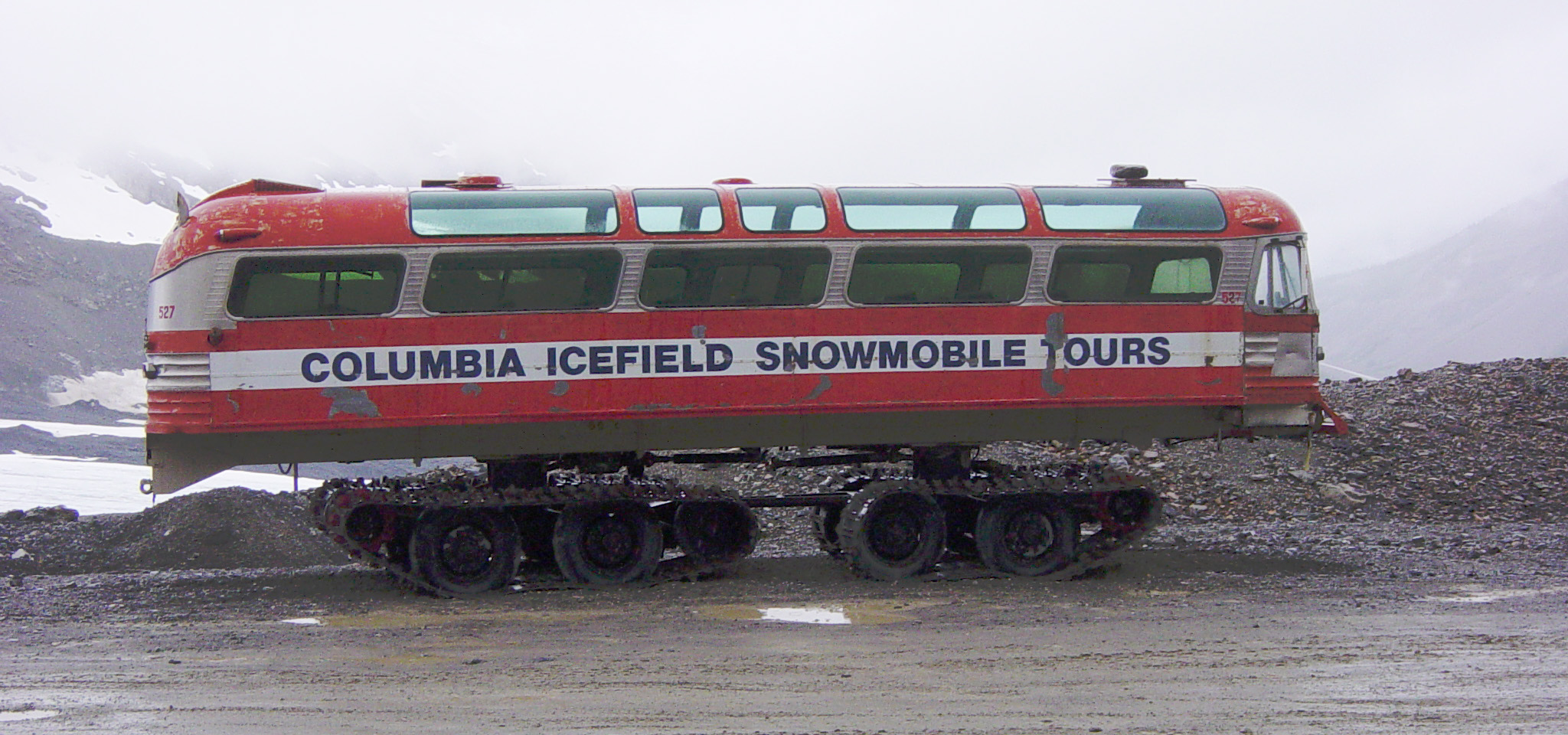
Autocar des neiges, ancêtre du Terra Bus, surnommé le "Shake and Bake" à cause de son manque de suspension.

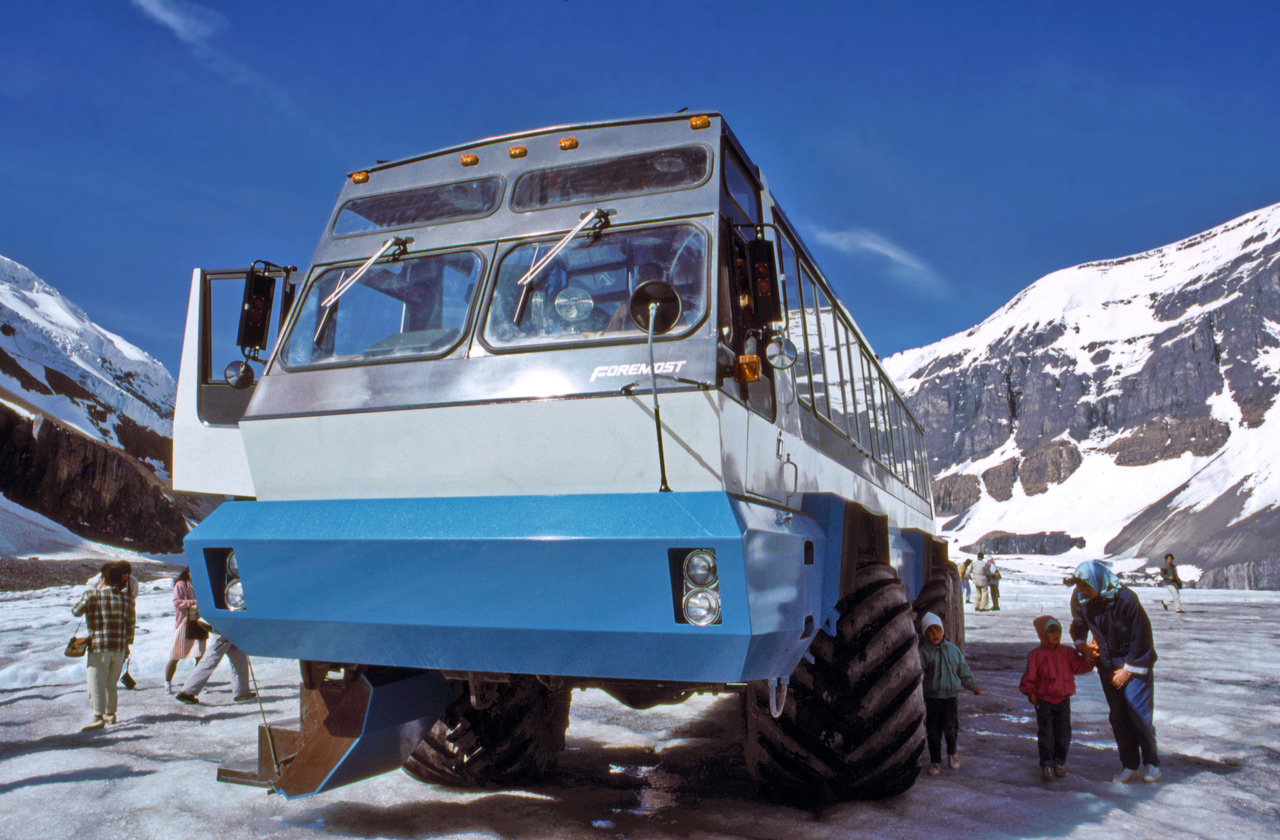
Foremost Terra Bus au glacier Athabasca dans les années 1980.

Le Terra Bus peut transporter jusqu'à 56 passagers. Le véhicule est équipé de six pneus extra larges à basse pression généralement remplis à 210 kPa. Un bus Terra modifié peut être trouvé transportant des passagers à la station de recherche antarctique, la station McMurdo. Vingt-deux bus Terra non modifiés se trouvent au champ de glace Columbia et au parc national de Jasper pour des visites de glaciers.
En 2021, ce type de bus fait 14,89 m de long par 3,96 m de large et pèse 25 tonnes à vide. Il est mû par un moteur diesel de 250 ch qui lui donne une vitesse maximale de 40 km/h.

## Différents types

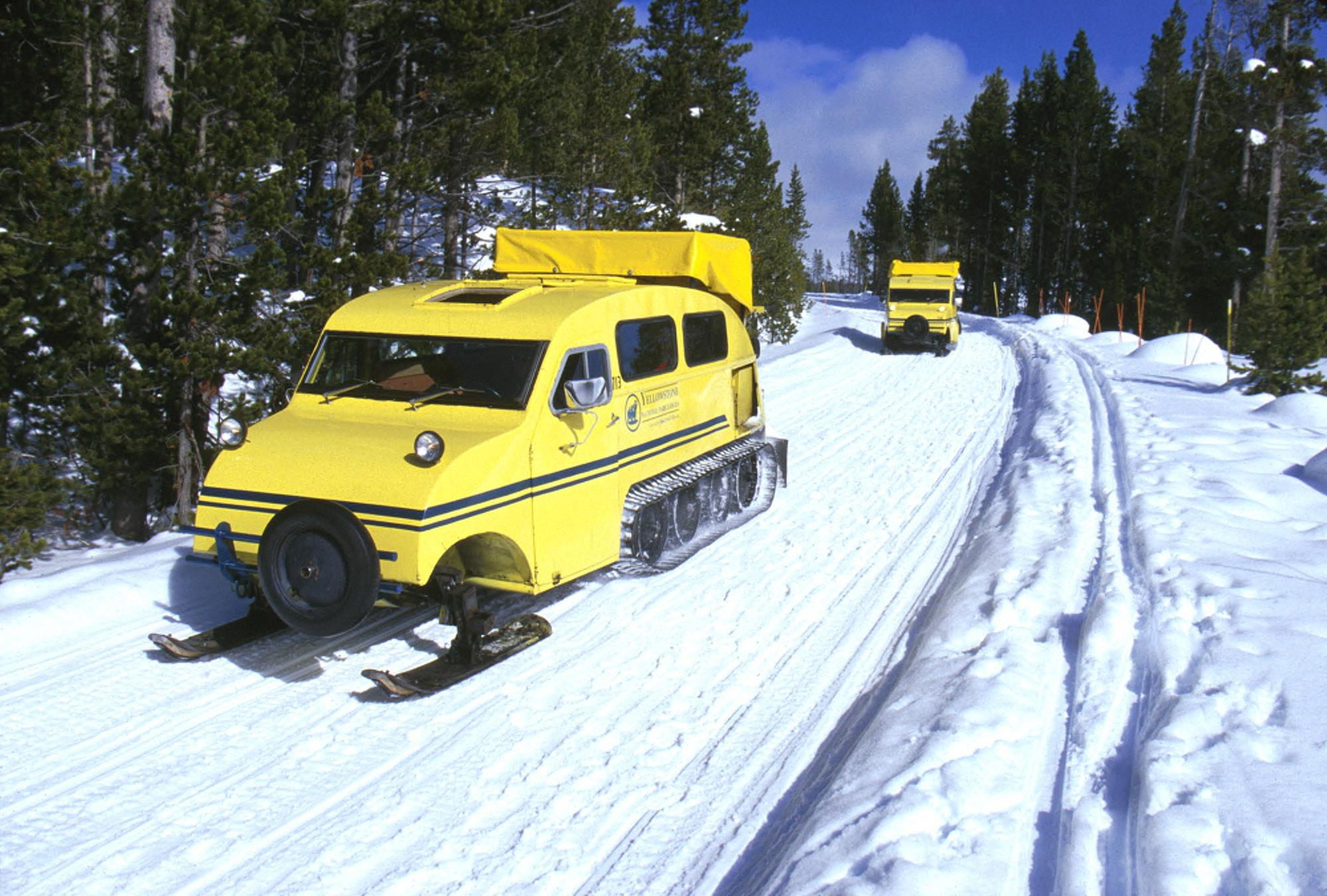
Similaire à un B-12 au parc national de Yellowstone, É-U.
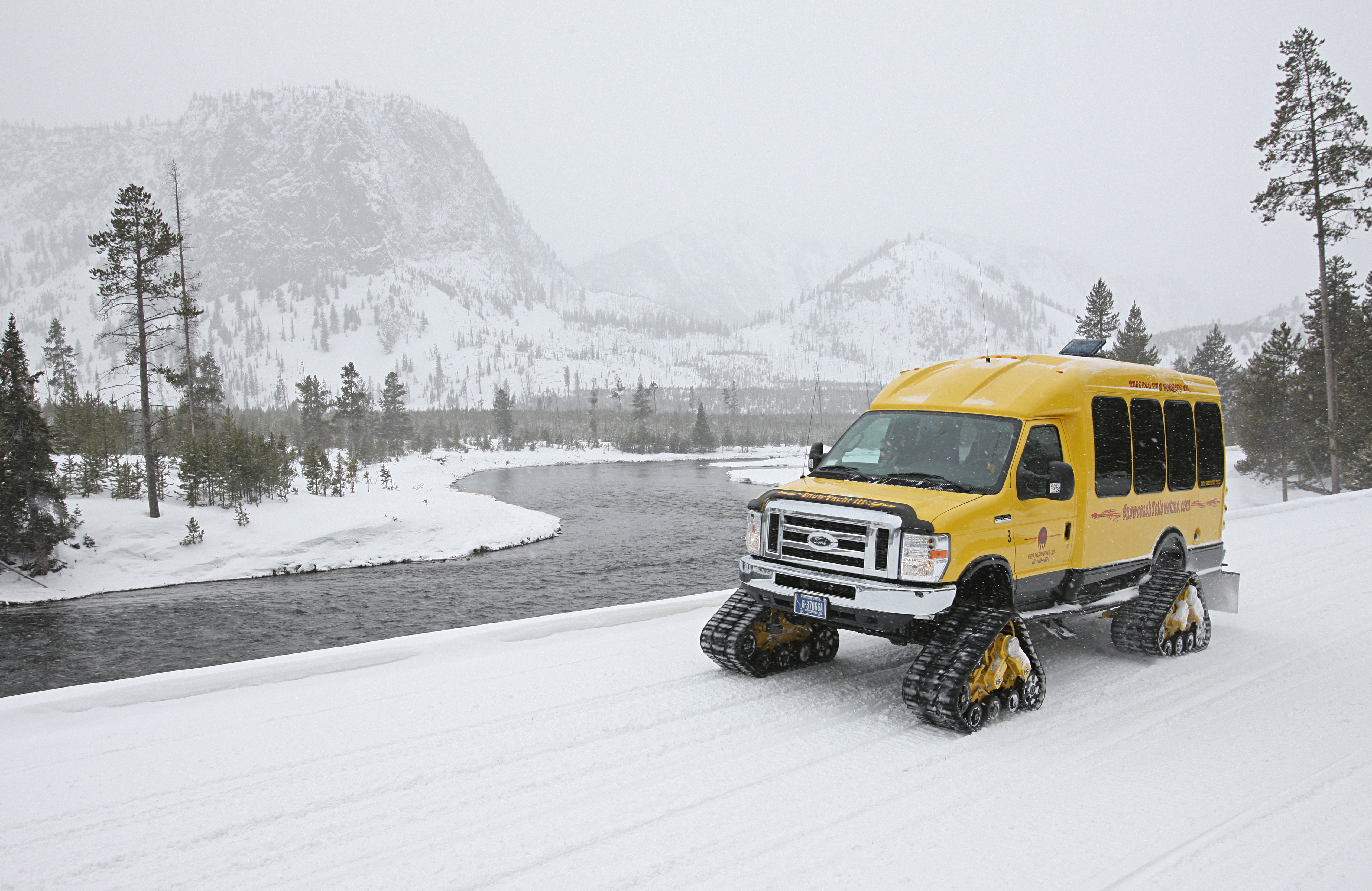
Quadruples chenilles à Yellowstone.
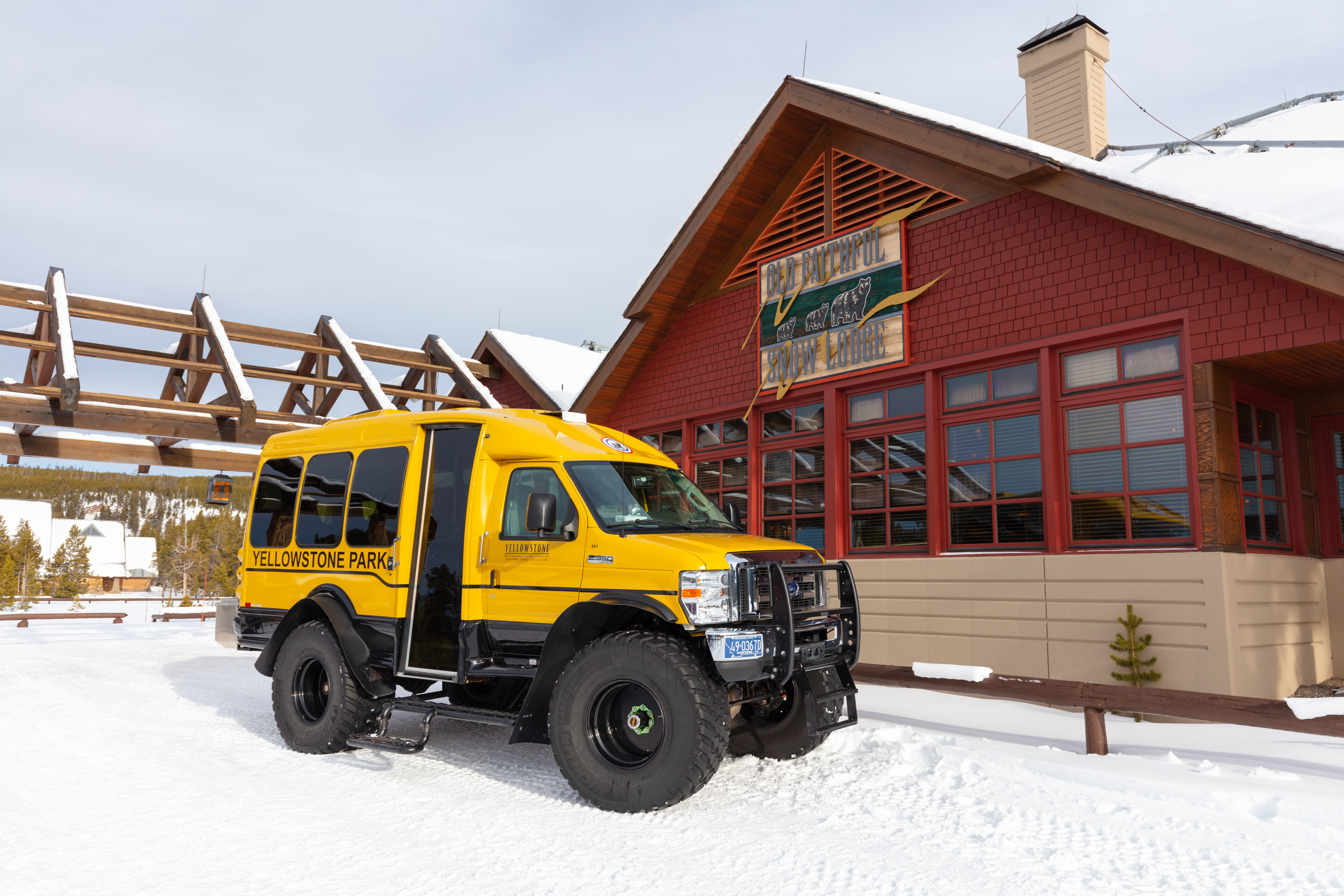
Sur pneus au même parc.